# Magasság
A magasság (latinul altitudo) a hétköznapi életben a távolság mértéke valamely álló alakzatnak az aljától a tetejéig. Csak függőleges értelemben szokás használni, egyéb esetben hosszúságnak, szélességnek, mélységnek (stb.) nevezik. Mértékegységéül a hosszúság mértékegysége használatos; mely az SI-mértékegységrendszer-ben a méter.

## Geometria
A geometriában egyes síkidomok és testek esetén jól definiált dolgot nevezünk magasságnak: a háromszögnél a csúcsból a szemközti oldal egyeneséhez húzott merőleges szakasz hosszát, trapéznál a párhuzamos oldalegyenesek távolságát, gúlánál és a kúpnál a csúcsból az alaplap síkjára bocsátott merőleges szakasz hosszát.  Hasábnál és hengernél az alaplapok síkjának távolságát.

## Biológia
A biológiában gyakran használjuk élőlények csoportjainak jellemzésére, sőt más szempontokkal kiegészítve esetleg alfajok vagy fajták (például kutyafajták) meghatározására.
A növények (ti. növekvő lények) magassága nem feltétlenül állandó életük teljes szakaszában, hanem az életkörülményektől függően változhat. Az állatok viszont ivaréréskor elérnek egy olyan állandó testnagyságot és magasságot, amit a későbbiekben már nem haladnak meg.
Antropometriai tény, hogy az emberi faj átlagmagassága évről évre megfigyelhető mértékben nő. Adott évben született korcsoport egyedeinek magasságát mérve, az átlag nagyobb, mint az előző évben születetteké; még akkor is, ha a mért egyedek ugyanabban az életkorban vannak (például 1985-ben megmérjük az 1979-ben születettek magasságát, 1986-ban pedig az 1980-ban születettekét: mindkét csoport egyedei hétévesek ekkor, de a 80-ban születettek átlagmagassága elég nagy populáció esetén mégis nagyobb). Ez a jelenség az akceleráció (gyorsulás). Különösen szembetűnő egyes ázsiai népcsoportoknál. Több kutató ezt az életmódváltozásokkal és a táplálkozás bőségesebbé válásával magyarázza.

## Földrajztudomány
Az abszolút magasság valamely pont (többnyire a földfelszínen; például egy hegycsúcs) távolsága egy  bizonyos referenciafelülettől, ami legtöbbször a tengerszint feletti magasság. A relatív magasság egy domborzati alakzat kiemelkedése a földfelszínből.

## Csillagászat
Egy égitestnek vagy általában az éggömb valamely pontjának magassága (latinul elevatio) a megfigyelt pont felé mutató egyenes és a megfigyelési pont horizontja által bezárt szög, a horizontális koordináta-rendszer egyik koordinátája. Mértékegysége a fok. Régebben mérték asztrolábiummal és kvadránssal.

## Repülés
A repülésben rendkívül fontos szerepe van a magasságnak. A domborzati akadályok elkerüléséhez, illetve a gépek egymás közötti elkülönítéshez nagyon fontos egy egységes magassági rendszer használata. Erről bővebben a nyomásmagasság szócikkben lehet olvasni.